# Patrick Poetsch
Patrick Poetsch (* 12. Juni 1989 in Lennep, Remscheid) ist ein deutscher American-Football-Spieler auf der Position des Fullbacks und Long Snappers. Er spielte College-Football für die William Penn Statesmen. Seit Saison 2022 steht er bei Rhein Fire in der European League of Football unter Vertrag.

## Werdegang
„Ich hab damals in der Amboss-Jugend angefangen, weil meine Mutter mich mit der Drohung auf Taschengeldentzug dazu gezwungen hat. Der Amboss hatte ein Sommerferienlager und sie meinte, ‚jetzt geh da mal hin mit deinen Brüdern‘. Meine Brüder waren dann für Flag-Football da, ich hatte aber gar keinen Bock, war mehr für Rollhockey und Handball. Ich bin dann richtig sauer mit dem Mofa hingefahren und nach vier, fünf Stunden kam ich freudestrahlend raus und wusste, ich habe meinen Sport gefunden.“

Poetsch begann 2005 in der Jugend-Abteilung des AFC Remscheid Amboss mit dem American Football, ehe er zwei Jahre später seine Ausbildung bei den Gulf Islands Scorpions im kanadischen High-School-Football fortsetzte. Bei den Scorpions kam Poetsch vorrangig als Linebacker und Strong Safety sowie vereinzelt als Runningback zum Einsatz. In seiner Senior-Saison 2008 wurde er in das All-Province Team gewählt sowie als Defensive Player of the Year der Island Conference ausgezeichnet. Zurück in Deutschland schloss er sich den Bonn Gamecocks aus der German Football League 2 an, da er sich auf höherer Wettkampfebene eine höhere Chance ausrechnete, von einem US-College rekrutiert zu werden. Nachdem der Amboss Remscheid wieder in die Regionalliga West aufgestiegen war, kehrte Poetsch zur Saison 2010 nach Remscheid zurück. Nach Abschluss der Saison in Deutschland begann Poetsch, in den Vereinigten Staaten an US-Colleges zu spielen. In den jeweiligen Sommerferien kehrte er jedoch nach Deutschland zurück, wo er zunächst weiterhin für Remscheid auflief. 2012 verzeichnete er in sechs Spielen in der Regionalliga West 642 Rushing und 114 Receiving Yards für insgesamt sechs Touchdowns. Zur GFL-Saison 2013 wurde Poetsch von den Düsseldorf Panthern verpflichtet, nachdem sein Engagement bei den Ravensburg Razorbacks gescheitert war. In sieben Spielen erzielte er zwei Rushing Touchdowns. 2013 wurde er von der William Penn University rekrutiert, an der er fortan für die Statesmen in der Heart of America Athletic Conference (HACC) der NAIA Division I als Fullback und Long Snapper spielte.
Nach Abschluss seiner College-Karriere nahm Poetsch am Regional Combine der NFL teil und erhielt mehrere Einladungen zu Rookie Mini Camps von Franchises der NFL. Bei den St. Louis Rams trainierte er zwei Wochen als Long Snapper mit, erhielt im Anschluss aber keinen Vertrag. So kehrte er nach Europa zurück, wo er sich den Generali Invaders St. Pölten anschloss. Dort verhalf er den Invaders mit einem Touchdown in der Overtime gegen die Dacia Vikings II zum ersten Sieg gegen die Wiener nach mehr als einer Dekade. Zur Saison 2017 schloss sich Poetsch den Solingen Paladins an, mit denen er aus der Regionalliga West in die GFL 2 aufstieg. Darüber hinaus stand er 2017 im Kader der deutschen Nationalmannschaft für die World Games in Breslau. Dort schlug er mit Deutschland als erstes europäisches Team die Delegation der USA und gewann schließlich die Silbermedaille.
In der Saison 2018 bildete Poetsch gemeinsam mit Daniel Rennich das beste Runningback Duo der GFL2. Gemeinsam erliefen sie 2.440 Yards Raumgewinn, 1.151 Yards für 20 Touchdowns entfielen dabei auf Poetsch. 2019 wechselte Poetsch zu den Amstetten Thunder in die Austrian Football League. Nach wenigen Spielen trennten sich Poetsch und Thunder wieder, weshalb der Fullback zu den Solingen Paladins zurückkehrte. Dort konnte er an seine Vorjahresleistung anknüpfen und mit zwölf Rushing und drei Receiving Touchdowns die  teaminterne Scorerliste erneut anführen. Im Anschluss an die Saison 2019 gab Poetsch sein Karriereende bekannt. Anschließend übernahm er das Amt des Headcoaches der U19 der Dortmund Giants, doch folgte nach kurzer Zeit bereits wieder die Trennung.
Nachdem die European League of Football ihren Start für die Saison 2021 bekanntgab, entschloss sich Poetsch zu einer Fortsetzung seiner Karriere als aktiver Footballspieler. Zunächst stand er in Kontakt mit Shuan Fatah, der damals Coach des designieren Franchise aus Hildesheim war. Nachdem die German Knights doch kein Teil der Liga wurden, wurde er von den Cologne Centurions verpflichtet. Bei Köln wurde er als Fullback und Long Snapper eingesetzt und entwickelte sich schnell zum Publikumsliebling. Mit seinen Blocks trug er einen Teil zur MVP-Saison des Runningbacks Madre London bei. Zudem erzielte er zwei Touchdowns selbst. Mit den Centurions schied er im Halbfinale der Play-offs aus. Zur Saison 2022 wechselte Poetsch zum neu gegründeten Franchise Rhein Fire. Zudem wurde er 2022 erneut in den deutschen Nationalkader berufen. Am 10. Juli 2022 erzielte er gegen die Cologne Centurions seinen ersten Touchdown für Rhein Fire.

## Statistiken
| Jahr                                                                        | Team               | Spiele 1 | Rushing | Rushing | Rushing | Rushing | Rushing | Receiving | Receiving | Receiving | Receiving | Receiving | Defense | Defense | Defense | Defense |
| Jahr                                                                        | Team               | Spiele 1 | Att     | Yds     | Avg     | TD      | Lng     | Rec       | Yds.      | Avg       | TD        | Lng       | Tot     | TFL     | Sack    | FR      |
| --------------------------------------------------------------------------- | ------------------ | -------- | ------- | ------- | ------- | ------- | ------- | --------- | --------- | --------- | --------- | --------- | ------- | ------- | ------- | ------- |
| German Football League 2                                                    |                    |          |         |         |         |         |         |           |           |           |           |           |         |         |         |         |
| 2009                                                                        | Bonn Gamecocks     | 11       | 048     | 0245    | 5,1     | 02      | 24      | 0         | 000       | 00,0      | 0         | 0         | 1       | 0       | 0,5     | 0       |
| 2018                                                                        | Solingen Paladins  | 14       | 166     | 1151    | 6,9     | 20      | 58      | 17        | 284       | 16,7      | 0         | 50        | 0       | 0       | 0,0     | 1       |
| 2019                                                                        | Solingen Paladins  | 14       | 143     | 0650    | 4,5     | 12      | 26      | 28        | 242       | 08,6      | 3         | 21        | 1       | 0       | 0,0     | 0       |
| GFL2 Gesamt                                                                 | GFL2 Gesamt        | 39       | 357     | 2046    | 5,7     | 34      | 58      | 45        | 526       | 11,7      | 3         | 50        | 2       | 0       | 0,5     | 1       |
| German Football League                                                      |                    |          |         |         |         |         |         |           |           |           |           |           |         |         |         |         |
| 2013                                                                        | Düsseldorf Panther | 07       | 041     | 0180    | 4,4     | 02      | 17      | 0         | 000       | 00,0      | 0         | 0         | 1       | 0       | 0,0     | 0       |
| GFL Gesamt                                                                  | GFL Gesamt         | 07       | 041     | 0180    | 4,4     | 02      | 17      | 0         | 000       | 00,0      | 0         | 0         | 1       | 0       | 0,0     | 0       |
| Austrian Football League                                                    |                    |          |         |         |         |         |         |           |           |           |           |           |         |         |         |         |
| 2019                                                                        | Amstetten Thunder  | 03       | 019     | 0064    | 3,4     | 01      | 13      | 01        | 013       | 13,0      | 0         | 0         | 0       | 0       | 0,0     | 0       |
| AFL Gesamt                                                                  | AFL Gesamt         | 03       | 019     | 0064    | 3,4     | 01      | 13      | 01        | 013       | 13,0      | 0         | 0         | 0       | 0       | 0,0     | 0       |
| European League of Football                                                 |                    |          |         |         |         |         |         |           |           |           |           |           |         |         |         |         |
| 2021                                                                        | Cologne Centurions | 10       | 020     | 0057    | 2,9     | 01      | 07      | 11        | 090       | 08,2      | 1         | 17        | 1       | 0       | 0,0     | 0       |
| 2022                                                                        | Rhein Fire         | 11       | 009     | 0018    | 2,0     | 03      | 04      | 04        | 071       | 17,8      | 0         | 42        | 7       | 0       | 0,0     | 0       |
| ELF Gesamt                                                                  | ELF Gesamt         | 21       | 029     | 0075    | 2,6     | 04      | 07      | 15        | 161       | 10,7      | 1         | 42        | 8       | 0       | 0,0     | 0       |
| Quellen: stats.gfl.info, archive.football.at, stats.europeanleague.football |                    |          |         |         |         |         |         |           |           |           |           |           |         |         |         |         |

## Privates
Er hat jüngere Zwillingsbrüder. Am College in den USA studierte er Soziologie und Kriminologie. Von 2005 bis 2015 arbeitete Poetsch regelmäßig im Familienunternehmen, einer CNC Dreh und Fräsbearbeitung. 2021 war er im Außendienst der Düsseldorfer Firma JSP Safety tätig.